# Професионална агротехническа гимназия „Никола Вапцаров“
Професионална агротехническа гимназия „Никола Й. Вапцаров“ е гимназия в град Бяла Слатина.

## История
На 23 (или 24) май 1923 година Александър Стамболийски открива първото Окръжно механотехническо училище с курсове за огняри, машинисти на парни машини, на двигатели с вътрешно горене и на селскостопански машини. Учебните занятия започват с 30 ученици и трима учители: Георги Петков, Асен Гюверджелиев и Симеон Симеонов. Първият директор на училището е Райчо Василев.